# Zakariyyà (nom)
Zakariyyà és un nom masculí àrab (àrab: زكريا, Zakariyyā) que es correspon amb el català Zacaries, que l'àrab pren directament del grec antic: Ζαχαρίας, Zacharías. Si bé Zakariyyà és la transcripció normativa en català del nom en àrab clàssic, també se'l pot trobar transcrit Zakariya, Zakariyya... Com a nom d'un profeta hebreu i com a nom del pare de sant Joan Baptista, conegut com a Yahya ibn Zakariyya entre els musulmans i considerat per aquests com un important profeta, és un nom prou usual entre els àrabs tant jueus com cristians o musulmans, de la mateixa manera que, com a nom d'un profeta de l'islam, és dut també per molts musulmans no arabòfons que l'han adaptat a les característiques fòniques i gràfiques de la seva llengua: albanès: Zekeria; divehi: ޒަކަރިއް; indonesi: Zakariya; malai: Zakaria; turc: Zekeriya.
Vegeu també Zacaries.
Vegeu aquí personatges i llocs que duen aquest nom.